# Ліквідація неписьменності

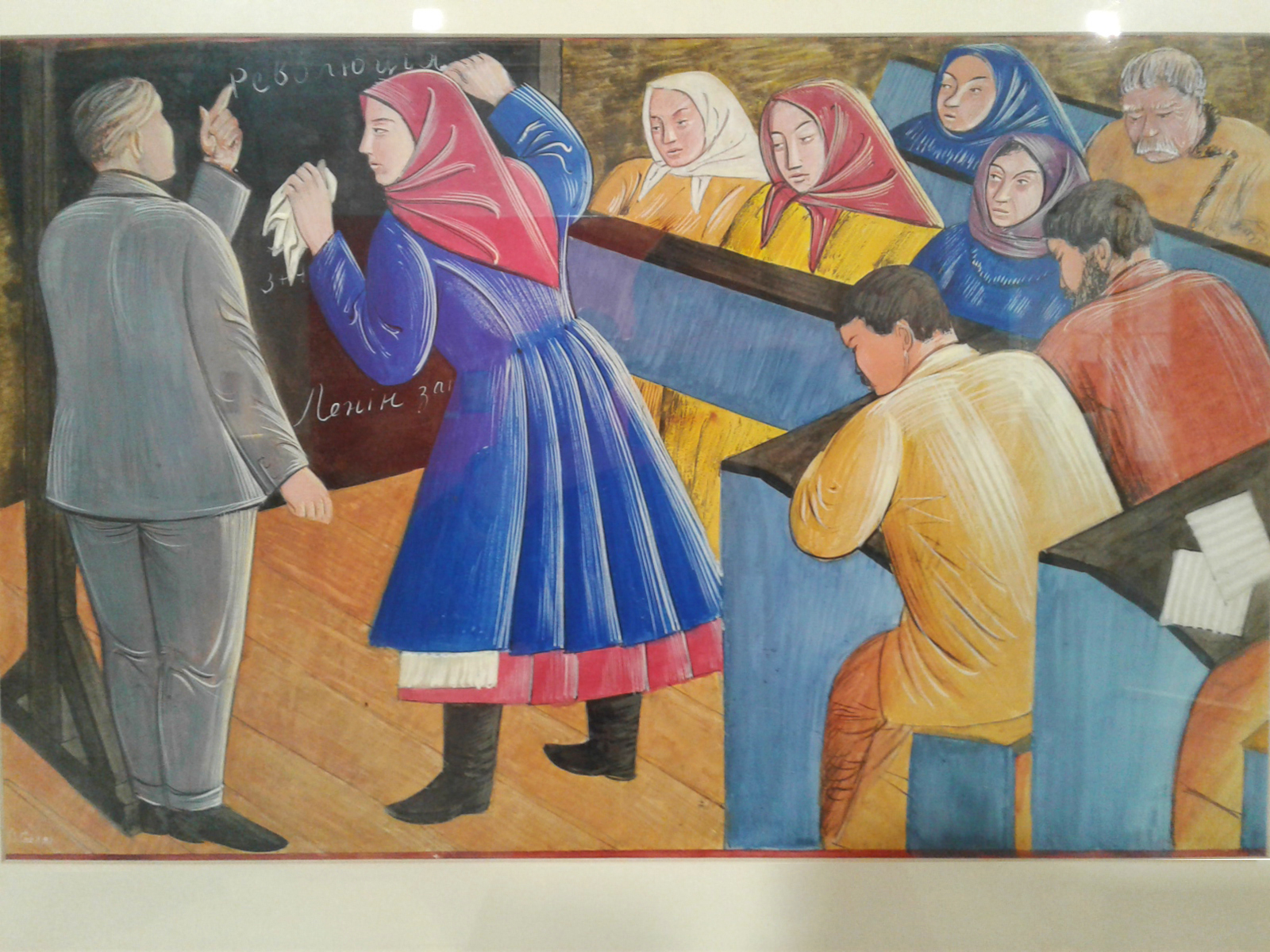
В.Седляр «У школі лікнепу», межа 1920–1930-х рр.

Ліквідація неписьменності, скорочено: «лікне́п» — культурно-освітня кампанія; її здійснювала більшовицька партія у 20–30-ті роки XX ст.; кампанію спрямовано подолати неписьменність серед широких верств населення, передусім сільського.
Як дієслово, у сучасній українській мові лікнеп означає навчати того, чого хтось не знає, на чому він погано розуміється. Як іменник лікнеп означає «інформувати певний гурт людей щодо певного явища або проблеми».

## Історія
Лікнеп в УСРР був започаткований постановою РНК УСРР «Про боротьбу з неписьменністю» від 21 травня 1921 року, що дублювала декрет РНК РСФРР від 26 грудня 1919 р. «О борьбе с неграмотностью» і тим самим надала йому чинності на території радянської України. Згідно з декретом, населення країни у віці від 8 до 50 років, яке не вміло писати та читати, було зобов'язане навчатися грамоті, а писемне – у порядку трудової повинності (з оплатою педагогічної праці за нормами працівників освіти) – повинно було навчати грамоті неписьменних. Осіб, які ухилялися від повинності або перешкоджали неписьменним навчатися, притягали до кримінальної відповідальності. Неписьменних робітників, які навчалися грамоті, звільняли на 2 години з роботи для навчання зі збереженням оплати праці.
В Україні людей навчали грамоти через мережу товариства «Геть неписьменність»; його створено 1923 року. У 1936 році його ліквідовано як таке, що виконало свою роль.
За всесоюзним переписом населення 1936 року, 85,3 % людей в Україні були письменними проти 57,5 % у 1926 році.